# Chapaize
Chapaize – miejscowość i gmina we Francji, w regionie Burgundia-Franche-Comté, w departamencie Saona i Loara.

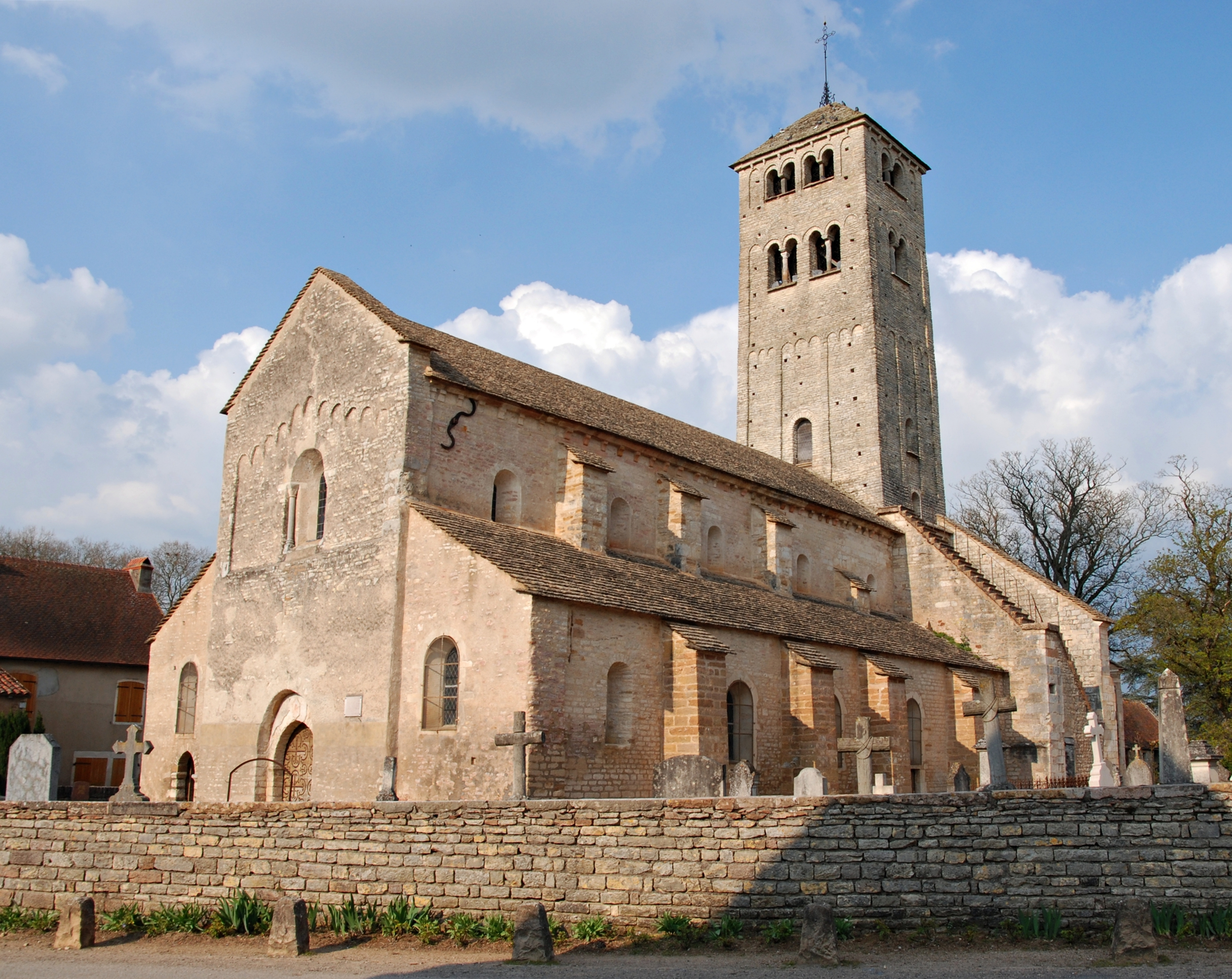
Kościół w Chapaize

Według danych na rok 1990 gminę zamieszkiwały 153 osoby, a gęstość zaludnienia wynosiła 11 osób/km² (wśród 2044 gmin Burgundii Chapaize plasuje się na 758. miejscu pod względem liczby ludności, natomiast pod względem powierzchni na miejscu 695.).